# 薇貝克·斯科芙特魯德
薇貝克·韋斯特貝·斯科芙特魯德（挪威語：Vibeke Westbye Skofterud，1980年4月20日—2018年7月29日），生于阿希姆，挪威女子越野滑雪运动员。斯科芙特魯德曾经获得四块北欧世界滑雪锦标赛的奖牌（金牌：2005年，金牌：2011年，银牌：2003年，铜牌：2007年）， 个人最好成绩是2003年第13个完成5 km + 5 km混合追逐赛。

## 生平
她自1999年开始参加比赛。2002年冬季奥林匹克运动会上获得30公里越野滑雪比赛的第8名冬奥会，为个人最好成绩。她唯一的一次胜利来自2006年挪威的一次追逐赛。曾经获得在温哥华举行的2010年冬季奥林匹克运动会4X5公里混合式接力比赛的金牌。
2012年，斯科芙特魯德成为第一个获得女子瓦薩滑雪節国际越野滑雪比赛的挪威人。她的完成时间是4小时08分24秒，这是一个新的记录，比之前1998年的记录缩短了8分钟。
2018年7月29日斯科芙特魯德在一次水上電單車事故中不幸去世，享年38岁。

## 轶事
2005年，斯科芙特魯德拒绝了登上男性杂志《男人装》挪威版的提议，原因是受到来自挪威滑雪联合会的压力。2004年，斯科芙特魯德一个有一些私人照片的笔记本电脑被偷，2006年11月这些照片出现在互联网的讨论小组里。斯科芙特魯德对记者说她患有进食障碍，这是她不得不在前面的赛季取消了很多比赛的原因。
2008年6月斯科芙特魯德证实她与一个女人正保持一段稳定的关系。尽管过去她也交过男朋友。